# Campeonato Sudamericano de Voleibol Femenino Sub-18
El Campeonato Sudamericano de Voleibol Femenino Sub-19 es un torneo de voleibol femenino. Es organizado por la Confederación Sudamericana de Voleibol y el país anfitrión, y está dirigido a las selecciones nacionales que integren jugadoras con un máximo de 19 años de edad.

## Historial
| N.º   | Año  | Sede              |           |           |           |
| ----- | ---- | ----------------- | --------- | --------- | --------- |
| I     | 1978 | Buenos Aires      | Perú      | Brasil    | Argentina |
| II    | 1980 | Sao Paulo         | Perú      | Brasil    | Argentina |
| III   | 1982 | Asunción          | Brasil    | Perú      | Argentina |
| IV    | 1984 | Santiago de Chile | Brasil    | Perú      | Argentina |
| V     | 1986 | Lima              | Brasil    | Perú      | Argentina |
| VI    | 1988 | Resistencia       | Brasil    | Perú      | Argentina |
| VII   | 1990 | La Paz            | Brasil    | Argentina | Perú      |
| VIII  | 1992 | Valencia          | Brasil    | Argentina | Perú      |
| IX    | 1994 | Trujillo          | Brasil    | Perú      | Venezuela |
| X     | 1996 | Paysandú          | Argentina | Brasil    | Perú      |
| XI    | 1998 | Sucre             | Brasil    | Argentina | Perú      |
| XII   | 2000 | Valencia          | Brasil    | Argentina | Perú      |
| XIII  | 2002 | Barquisimeto      | Brasil    | Argentina | Venezuela |
| XIV   | 2004 | Guayaquil         | Brasil    | Argentina | Venezuela |
| XV    | 2006 | Lima              | Brasil    | Perú      | Argentina |
| XVI   | 2008 | Lima              | Brasil    | Perú      | Venezuela |
| XVII  | 2010 | Lima              | Brasil    | Argentina | Perú      |
| XVIII | 2012 | Lima              | Perú      | Brasil    | Argentina |
| XIX   | 2014 | Tarapoto          | Brasil    | Argentina | Perú      |
| XX    | 2016 | Lima              | Brasil    | Perú      | Argentina |
| XXI   | 2018 | Valledupar        | Argentina | Perú      | Brasil    |
| XXII  | 2022 | La Paz            | Argentina | Brasil    | Chile     |
| XXIII | 2024 | Araguari          | Brasil    | Argentina | Perú      |

| Sede | Países                                                                     |
| ---- | -------------------------------------------------------------------------- |
| 8    | Perú (1986, 1994, 2006, 2008, 2010, 2012, 2014, 2016)                      |
| 3    | Venezuela (1992, 2000, 2002) Bolivia (1990, 1998, 2022)                    |
| 2    | Argentina (1978, 1988) Brasil (1980, 2024)                                 |
| 1    | Paraguay (1982) Chile (1984) Uruguay (1996) Ecuador (2004) Colombia (2018) |

## Medallero
- Actualizado hasta Araguari 2024

| Núm. | País      | Oro | Plata | Bronce | Total |
| ---- | --------- | --- | ----- | ------ | ----- |
| 1    | Brasil    | 17  | 5     | 1      | 23    |
| 2    | Argentina | 3   | 9     | 9      | 21    |
| 3    | Perú      | 3   | 9     | 8      | 20    |
| 4    | Venezuela | 0   | 0     | 4      | 4     |
| 5    | Chile     | 0   | 0     | 1      | 1     |
|      | TOTAL     | 23  | 23    | 23     | 69    |

## Selecciones de la CSV participantes en el Campeonato Mundial de Voleibol Femenino Sub-19
| País      | Part. | Mundiales |
| --------- | ----- | --- |
| Brasil    | 19    | 1989, 1991, 1993, 1995, 1997, 1999, 2001, 2003, 2005, 2007, 2009, 2011, 2013, 2015, 2017, 2019, 2021, 2023, 2025 |
| Argentina | 14    | 1989, 1991, 1997, 1999, 2001, 2005, 2011, 2013, 2015, 2017, 2019, 2021, 2023, 2025                               |
| Perú      | 11    | 1989, 1993, 2007, 2009, 2013, 2015, 2017, 2019, 2021, 2023, 2025                                                 |
| Uruguay   | 1     | 1989 |
| Colombia  | 1     | 2017 |
| Chile     | 1     | 2023 |
| Venezuela | 1     | 2003 |
| Ecuador   | 0     | |
| Paraguay  | 0     | |
| Bolivia   | 0     | |

## MVPpor edición
- 2022 –  Argentina - Milena Margaría
- 2018 –  Argentina - Bianca Cugno
- 2016 –  Brasil - Tainara Santos
- 2014 –  Brasil - Beatriz Carvalho
- 2012 –  Perú - Ángela Leyva
- 2010 –  Brasil - Gabriela Guimarães "Gabi"
- 2008 –  Brasil - Stephanie Paulino
- 2006 –  Brasil - Leticia Raimundi
- 2004 –  Brasil - Natalia Pereira
- 2002 –  Brasil - Adenizia Silva